# Bladee
Bladee (né Benjamin Reichwald le 9 avril 1994) est un rappeur, chanteur, auteur-compositeur, producteur de disques et créateur de mode suédois. Il est membre du groupe musical Drain Gang, alias Gravity Boys,,. 
Il sort son premier album Eversince en 2016, et son deuxième album Red Light en 2018, tous deux via le label stockholmois Year0001,,. En plus de sa musique, Reichwald crée aussi des productions artistiques graphiques, qui apparaissent fréquemment en tant que pochettes pour ses sorties,. Reichwald est également directeur créatif de la marque de vêtements Sadboys Gear du rappeur Yung Lean,. 

## Jeunesse
Benjamin Reichwald est né le 9 avril 1994 à Stockholm, en Suède et a principalement grandi dans la région de Skanstull, où il rencontre en 2004 un futur membre des Gravity Boys, Ecco2k. Ils forment un collectif appelé Smög Boys. Les deux sont camarades de classe et forment également un groupe nommé Krossad lorsque Reichwald a 13 ans, ce qui conduit à son intérêt pour la musique. 
Après avoir quitté l'école, Reichwald commence à faire de la musique tout en travaillant dans une garderie. 

## Carrière
Reichwald sort quelques morceaux en 2011 sous le nom de Ken Burns,, mais ne commence véritablement à sortir de la musique qu'en 2012, ayant aspiré à devenir peintre ou artiste plasticien quand il était plus jeune. Reichwald se lie finalement d'amitié avec Yung Lean, un rappeur suédois membre du collectif Sad Boys, qui est un ami du frère de Reichwald. Reichwald finit par envoyer un message à Yung Sherman, membre des Sad Boys, sur SoundCloud, en lui demandant à collaborer ensemble, ce qui entraîne une relation de travail entre les collectifs Gravity Boys de Bladee et Sad Boys Entertainment de Yung Lean. Bladee et Yung Lean sortent ensuite la chanson Heal You // Bladerunner sur la mixtape Unknown Death 2002 de ce dernier, ce qui attire l'attention de la fanbase de Yung Lean sur Bladee. 
Reichwald sort sa première mixtape sur le label Year0001 en 2014, intitulée Gluee. Elle a été décrite comme « un hymne de l'été pour une génération de banlieusards coincée à naviguer sur Twitter ». La mixtape est un succès sur la plate-forme de distribution audio SoundCloud, accumulant plus de 2 millions de lectures. Cette mixtape, couplée à plusieurs singles viraux et à des apparitions sur la première mixtape de Yung Lean, a réussi à rendre Bladee célèbre dans le milieu du hip hop underground. 

## Style musical
Le style musical de Bladee se caractérise par une utilisation intensive de l'autotune et par une fusion d'éléments de trap, de R&B alternatif et de cloud rap. Le magazine i-D décrit son style comme « penchant vers le rap émotionnel avec une production lo-fi obscure », tout en disant qu'en 2018, il a « évolué vers une sorte d'ange noir auto-tuné ». 
Il reçoit une large attention pour ses collaborations et ses performances en concert avec Yung Lean. 

## Discographie

### Albums studio
- Eversince (2016)
- Red Light (2018)
- 333 (2020)
- Good Luck (2020) (avec Mechatok)
- The Fool (2021)
- Crest (2022) (avec Ecco2k)
- Spiderr (2022)
- Psykos (2024) (avec Yung Lean)
- Cold Visions (2024)

### Mixtapes
- Gluee (2014)
- Working on Dying (2017)
- Icedancer (2018)
- Exeter (2020)

### EPs
- Rip Bladee (2016)
- Plastic Surgery (2017)
- Sunset in Silver City (2018)
- Exile (2018)
- Vanilla Sky (2019)

### Mixtapes collaboratives
- GTBSG Compilation (2013) (avec Thaiboy Digital, Ecco2k, Whitearmor)
- AvP (2016) (avec Thaiboy Digital)
- D&G (2017) (avec Ecco2k, Thaiboy Digital)
- Trash Island (2019) (avec Ecco2k, Thaiboy Digital)